# Richter Richárd (bűnöző)
Richter Richárd (Budapest, 1956 – Szeged, 1985. február 26.) magyar bűnöző, az egyik legtöbb halálos áldozatot követelő magyarországi ámokfutás elkövetője.

## Életkezdés bűnözőként
Richter Richárd Angyalföldön született. Családja a Béke tér környékén élt, kilenc testvére közül heten voltak fiúk, köztük Richárd volt a legfiatalabb. Richterék azt terjesztették magukról, hogy családjuk a nagy múltú Richter cirkuszművész dinasztiához tartoznak, valójában azonban csak a nagyszülők dolgoztak cirkuszban. A család bűnöző életvitelt élt, lakókörnyezetüket rettegésben tartották. Richárdot – nem büntethető kiskorúként – már gyermekkorában bevonták a bűncselekmények elkövetésébe. Kilencéves korában vagyon elleni bűncselekmények miatt kiemelték a családjából, és az aszódi fiatalkorúak nevelőintézetébe küldték. Későbbi bűncselekményei után már fiatalkorúak börtönébe került. 14 éves volt, amikor az ő és családja viselt dolgaival a Magyar Televízió Kékfény című műsora is foglalkozott. 23 éves korára már nyolc évet töltött börtönben.
1979-ben egy kocsmai szóváltást követően Richter hasba szúrt egy férfit. Bár megszökött a késelés helyszínéről, de nem sokkal később elfogták és még abban az évben bíróság elé is állították, ahol gyilkossági kísérlet miatt hét év börtönre ítélték. Richter Richárdot 1980-ban szállították Szegedre a Csillag börtönbe. Megérkezése után „nevet és rangot” szerzett magának a fegyház lakói között. Az igen erős fizikumú fiatalember a börtönben fegyelmezetlen volt, szembeszállt az őrszemélyzettel, és rendszeresen megszegte a szabályokat, számtalanszor kellett figyelmeztetni és fenyíteni. Szabadidejét többnyire testedzéssel töltötte. A visszaemlékezések szerint edzés gyanánt rabtársait emelgette székestől. A börtönben dolgoznia kellett: az Alföldi Bútorgyár egyik részlegében asztalosmunkát kellett végeznie, ám itt is többször fenyítették. Szegedi tartózkodása alatt összesen 32 alkalommal fenyítették, 1983 januárjától pedig különösen veszélyes fogvatartott minősítést kapott. A börtönben a férfin üldözési mánia kezdett úrrá lenni. Attól tartott, hogy rabtársai vagy az őrök meg akarják mérgezni. Emiatt részben vissza is utasította a börtönkosztot, csak a tésztát ette meg, a húsokat rabtársainak adta.

## Az ámokfutás
1984. október 19-én Richter ismét az Alföldi Bútorgyár Csillag börtön mellett lévő telephelyén dolgozott. A szerelőüzem művezetője azon kapta, hogy a köszörűnél állva kést készít magának. Richtert – tudván, hogy igen veszélyes rabról van szó – a művezetői irodába akarták kísérni, ám a férfi ellenállt. A főművezetői irodába érvén meglátta az asztalon fekvő gumibotot, és azt hitte, hogy az őr meg akarja verni. Ezért kísérőit félrelökve visszarohant a szerelőüzembe, és magához vette az ott korábban a csomagolóanyag közé elrejtett, saját készítésű késeit. Azokat fegyverként használva megkezdte műhelyről műhelyre tartó ámokfutását. Az egymástól elválasztott műhelyeken átrohanva figyelmeztetés nélkül támadt az ott dolgozó személyzetre, akiket szúrásokkal és dobott késekkel terített le. Alig négy perc alatt a börtön hat dolgozóját szúrta le, egyiküket pedig könnyebben megsebesítette. Az ámokfutót az őrszemélyzet és a rabok is megpróbálták megállítani, ám a megvadult erőteljes férfi ellen nem volt esélyük. Richter őrjöngésének három halálos áldozata és három súlyos sebesültje volt. Az ámokfutó végül a WC-be zárkózott, ahol megmaradt kését átadta az egyik művezetőnek. Richtert azon nyomban elfogták és kihallgatták.
A visszaemlékezések szerint Richter csendesen viselkedett, mindössze azon sajnálkozott, hogy az egyik általa kedvelt művezetőt is meggyilkolta. Az őt letartóztató rendőrök nem kockáztatták, hogy a megbilincselt férfi újabb dührohamot kapjon, a ruháját is csak ollóval vágták le róla.

## A gyilkosságok után
Richtert elkülönítették a többi rabtól, annak tartama alatt többször is dühkitöréseket produkált. A börtön dühöngőszobájában megbilincselve is képes volt szögeket kihúzni a falból, amelyeket lenyelt és a saját hasába szúrt, önmagát is súlyosan megsebesítve. A szegedi klinikán háromhetes kezeléssel állították talpra. November közepére az elmeorvos megállapította, hogy nem elmekórtani eset, tettének jelentőségével tisztában volt, így folyhat ellene büntetőeljárás. A vádiratot az ügyészség 1984 novemberének végén adta át a bíróságnak.
A közvélemény nagy érdeklődéssel figyelte az 1985. január 2-án kezdődött szegedi tárgyalást. Richter a tárgyaláson nyugodtan és egykedvűen viselkedett, tagadta a művezetők meggyilkolását, és kijelentette, hogy nem érzi magát bűnösnek. Védője elmezavarra hivatkozva próbálta meg elkerülni a legsúlyosabb ítéletet, azonban az elmeszakértői vizsgálat kizárta, hogy a férfi ne lett volna tudatában tetteinek. Richtert január 8-án a Csongrád Megyei Bíróság hivatalos személy ellen, több emberen és visszaesőként elkövetett emberölés bűntette miatt halálra ítélte. Az alig egy hónap múlva megtartott fellebbviteli tárgyaláson a Legfelsőbb Bíróság helybenhagyta az ítéletet. Az ítélet elhangzása után Richter egyik őrének azt nyilatkozta, hogy nem fél az akasztástól, mert olyan erős, hogy a nyaka megtartja az egész testsúlyát.
Richter Richárdot 1985. február 26-án napkelte előtt a Csillag börtönben végezték ki. Megjegyzendő, hogy az igazságszolgáltatás rendkívül gyorsan dolgozott Richter ügyén. Egyéb emberölési esetekben a tett és a jogerős ítélet kimondása között akár két év is eltelhetett, Richter viszont a gyilkosságok elkövetése után négy hónappal már nem élt.